# Сръбско консулство в Скопие
Сръбското консулство в Скопие (на сръбски: Српски конзулат у Скопљу или Srpski konzulat u Skoplju) е създадено в 1887 година със сключване на конвенция между Сърбия и Османската империя.
С тази конвенция Сърбия получава правото да отвори консултво в Битоля, Скопие и Солун. Консулството започва да пработи през март 1887 година и първият консул е Алекса Пачич. Консулството активно сътрудничи на сръбската пропаганда в Македония.

## Консули
| Име                       | Име                      | Години                                              |
| ------------------------- | ------------------------ | --------------------------------------------------- |
| 1. Алекса Пачич           | Алекса Пачић             | март 1887 – септември 1887                          |
| 2. Джордже Попович        | Ђорђе Поповић            | 1 юни 1888 – 16 октомври 1889                       |
| 3. Владимир Карич         | Владимир Карић           | 21 ноември 1889 – 20 август 1892                    |
| 4. Тодор Станкович        | Тодор Станковић          | декември 1892 – юни 1895                            |
| 5. Михайло Ристич         | Михаило Ристић           | 22 април 1896 – 18 декември 1898                    |
| 6. Милосав Куртович       | Милосав Куртовић         | 1898 – 1899                                         |
| 7. Павле Денич            | Павле Денић              | 1900                                                |
| 8. Милосав Куртович       | Милосав Куртовић         | 1900 – 1903                                         |
| 9. Михайло Ристич         | Михаило Ристић           | 10 юли 1903 – 1 юни 1904, 29 юни 1904 – 10 юни 1906 |
| 10. Любомир Михайлович    | Љубомир Михаиловић       | 29 юни 1907 – 10 септември 1907                     |
| 11. Живоин Балугджич      | Живојин Балугџић         | 10 септември 1907 – 8 май 1909                      |
| 12. Йован Йованович Пижон | Јован М. Јовановић Пижон | 22 май 1909 – 16 май 1911                           |
| 13. Панта Гаврилович      | Панта Гавриловић         | 25 юни 1911 – октомври 1912                         |

- Писмо от МВнР до сръбското консулство в Скопие срещу владиката Партений, който не позволявал на сърбоманите да служат в кичевската църква, 31 декември 1907 г.
- Доклад на консулството до външния министър Милован Милованович за състоянието на сръбството в Македония и за борбата с българите в Паланско и Велешко, 25 февруари 1909 г.
- Доклад на консулството до външния министър Любомир Калевич с информация за потушаването на Илинденското въстание – падането на Крушево и турските зверства, 15 август 1903 г.
- Доклад на консулството за арнаутското въстаническо движение в Битолския вилает, 16 октомври 1909 г.
- Доклад на Йован Йованович за набирането на християни за войската, 11 декември 1909 г.
- Писмо от Тихомир Попович до консула Йован Йованович за решенията взети от кабинета за сръбските училища в Османската империя, 1 октомври 1909 г.
- Писмо от Тихомир Попович до консула Йован Йованович за бюджета на консулството, Белград, 7 януари 1910 г.
- Писмо от Велибор Драгашевич до генералния сръбски консул в Скопие с предложение за отваряне на сръбска книжарница в града, 4 февруари 1910 г.